# Czesław Rybiński
Czesław Ludwik Rybiński (ur. 1 listopada 1872 w Dobrzelinie, zm. 1 października 1928 w Warszawie) – generał brygady Wojska Polskiego, działacz niepodległościowy, kawaler Orderu Virtuti Militari, inżynier.

## Życiorys
Jego ojcem był powstaniec styczniowy. Po ukończeniu szkoły w Skopinie k. Riazania w 1892 wstąpił do armii carskiej. Był uczestnikiem ekspedycji wojskowej, którą Rosja wysłała w celu stłumienia powstania bokserów. Stopniowo awansował, w 1914 otrzymał stopień podpułkownika. Równolegle studiował na Nikołajewskiej Akademii Inżynieryjnej w Petersburgu, po jej ukończeniu został skierowany do Turkiestanu na Dalekim Wschodzie, w celu odbycia służby wojskowej. Brał tam czynny udział w życiu miejscowej Polonii.
Podczas I wojny światowej walczył na froncie kaukaskim, był dowódcą sekcji inżynieryjnej twierdzy Erzurum. W 1918 roku wyjechał do Odessy, gdzie został przywódcą Związku Wojskowych Polaków. Następnie w randze pułkownika dowodził oddziałem mikulinieckim (nazywanym oddziałem pułkownika Rybińskiego), który przedostał się do wschodniej Małopolski i kierował się do Lwowa. Po wyruszeniu 21 listopada 1918 z Jarmoliniec oddział stoczył pod Mikulińcami nierówny bój z Ukraińcami i został tam rozbity. Czesław Rybiński wraz z innymi dostał się do niewoli i był więziony do czerwca 1919, kiedy to więzienie zostało rozbite podczas walk w zachodniej Galicji.

## Służba w Wojsku Polskim
Po odzyskaniu przez Polskę niepodległości otrzymał stanowisko szefa Departamentu Wojsk Technicznych Ministerstwa Spraw Wojskowych. 8 sierpnia 1920 został szefem Inżynierii i Saperów przy Naczelnym Dowództwie Wojska Polskiego. Na tym stanowisku 30 lipca 1920 został mianowany z dniem 1 kwietnia 1920 generałem podporucznikiem, w korpusie inżynierii i saperów, w grupie oficerów byłych Korpusów Wschodnich i byłej armii rosyjskiej. W sierpniu 1920, w czasie Bitwy Warszawskiej, kierował robotami fortyfikacyjnymi na przedpolach Warszawy. 22 września 1920 został mianowany pomocnikiem szefa Departamentu II Ministerstwa Spraw Wojskowych. 1 października 1924 został członkiem Oficerskiego Trybunału Orzekającego.
Z dniem 30 kwietnia 1925 został przeniesiony w stan spoczynku. Mieszkał w Warszawie przy ulicy Pięknej 52 m. 4.
Był jednym z organizatorów Komitetu Budowy Osiedla dla Wojska na warszawskich Bielanach, a następnie prezesem tego komitetu. Zmarł 1 października 1928 na nowotwór płuc w wieku 56 lat i został pochowany na cmentarzu Powązkowskim w Warszawie (kw. 265-I/8/9).

## Ordery i odznaczenia
- Krzyż Srebrny Orderu Wojskowego Virtuti Militari[5]
- Krzyż Komandorski Orderu Odrodzenia Polski (2 maja 1923)[6][7][8]
- Krzyż Niepodległości – pośmiertnie 17 marca 1932[9]
- Krzyż Walecznych dwukrotnie
- Krzyż Oficerski Legii Honorowej – 28 maja 1921[10]
- Medal Zwycięstwa – 6 sierpnia 1928[11]